# Antiochia ad Taurum
Antiochia ad Taurum  (lett. "Antiochia presso il Tauro") (in greco antico: Ἀντιόχεια τοῦ Ταύρου?; lett. "Antiochia del Tauro") era una città ellenistica dell'antica Siria a est del monte Amanus, appartenente alla catena montuosa del Tauro. In seguito identificata come ad Taurum montem (lett. "presso il monte Tauro") nella provincia di Commagene in Siria.

## Geografia storica
Antiochia ad Taurum si trovava a est del monte Amanus e, nel periodo del Secondo Tempio, gli autori ebrei che cercavano di stabilire con maggiore precisione i confini geografici della Terra Promessa, cominciarono a interpretare il Monte Hor come un riferimento alla catena Amanus dei Monti Tauri, che segnava il limite settentrionale della pianura siriana.
La maggior parte degli studiosi moderni colloca Antiochia ad Taurum a Gaziantep o nelle sue vicinanze, nella parte più occidentale dell'attuale regione dell'Anatolia sud-orientale della Turchia, sebbene gli studiosi del passato abbiano cercato di associarla ad Aleppo, in Siria.
Localizzando Antiochia ad Taurum a Gaziantep (Turchia) o nelle sue vicinanze, la città si trova nella valle di Islahiye, che collega la bassa valle dell'Oronte al piedimonte meridionale della catena montuosa del Tauro centrale. Durante l'età del bronzo, la regione apparteneva al contesto culturale della Siria interna e ha rivestito nel corso del tempo un significato altamente strategico per i collegamenti tra l'alta Mesopotamia e le pianure levantine da un lato e gli altipiani anatolici dall'altro.
Durante il periodo romano (I secolo d.C.), Antiochia ad Taurum si trovava all'interno delle province romane di Antiochia o Cilicia e Siria, e fu esclusa dai viaggi missionari di Paolo. Antiochia ad Taurum fu infine cristianizzata e formò una sede vescovile come "città episcopale di Commagene in Siria con il fiume Eufrate vicino al suo confine".